# Robert Curl
Robert Floyd Curl (ur. 23 sierpnia 1933 w Alice, zm. 3 lipca 2022 w Houston) – amerykański chemik, laureat Nagrody Nobla, od 1967 profesor Uniwersytetu Rice’a (w Houston).
Prowadził badania w dziedzinie spektroskopii, kinetyki chemicznej gazów, monitoringu środowiska, a także mechanizmu i kinetyki reakcji rodników. W 1985, we współpracy z Haroldem Kroto i Richardem Smalleyem, odkrył fulereny. W 1996 za to odkrycie cała trójka badaczy została uhonorowana Nagrodą Nobla.